# Епархия Тарлака

Провинция Тарлака (выделено красным)

Епархия Тарлака (лат. Dioecesis Tarlacensis) — епархия Римско-Католической церкви с центром в городе Тарлак, Филиппины. Епархия Тарлака распространяет свою юрисдикцию на провинцию Тарлак. Епархия Тарлака входит в митрополию Сан-Фернандо. Кафедральным собором епархии Тарлака является церковь святого Себастьяна.

## История
16 февраля 1963 года Римский папа Иоанн XXIII издал буллу Clarissimae famae, которой учредил епархию Тарлака, выделив её из епархии Лингайен-Дагупана (сегодня — Архиепархия Лингайен-Дагупана) и епархии Сан-Фернандо (сегодня — Архиепархия Сан-Фернандо).

## Ординарии епархии
- епископ Jesus J. Sison (8.03.1963 — 21.01.1988);
- епископ Florentino Ferrer Cinense (21.01.1988 — по настоящее время).

## Источник
- Annuario Pontificio, Libreria Editrice Vaticana, Città del Vaticano, 2003, ISBN 88-209-7422-3
- Булла Clarissimae famae, AAS 56 (1964), стр. 245  (лат.)